# Pleșoi, Dolj
Pleșoi este satul de reședință al comunei cu același nume din județul Dolj, Oltenia, România.

## Personalități
- Iulian Nicolae (n. 1970 - d. 2023), artist și realizator TV

 Acest articol despre o localitate din județul Dolj este deocamdată un ciot. Puteți ajuta Wikipedia prin completarea lui.